# Tiao (Kassoum)
Pour les articles homonymes, voir Tiao.
Ne doit pas être confondu avec Tiao (Tô).
Tiao est une commune rurale située dans le département de Kassoum de la province du Sourou dans la région de la Boucle du Mouhoun au Burkina Faso.

## Éducation et santé
Tiao accueille un centre de santé et de promotion sociale (CSPS) tandis que le centre médical avec antenne chirurgicale (CMA) de la province se trouve à Tougan.